# Maedhros
Maedhros est un personnage de fiction dans le légendaire de l'écrivain britannique J. R. R. Tolkien. Il est l'aîné des fils de Fëanor, le créateur des Silmarils, et prête, avec son père et ses frères, le serment selon lequel ils poursuivraient toute personne autre qu'eux en la possession d'un Silmaril. Ce serment causera finalement la perte de Fëanor et de sa lignée.
Maedhros apparaît pour la première fois dans le Silmarillion et est mentionné par la suite dans d'autres écrits, comme les Contes et légendes inachevés ou Les Enfants de Húrin. C'est un des personnages les plus durables du Silmarillion et il a inspiré des œuvres d'artistes comme John Howe, Alan Lee ou Ted Nasmith.

## Caractéristiques
En analysant les différents noms de Maedhros, il est possible de définir quelques-unes de ses caractéristiques :
- Nelyafinwë, son nom paternel, signifie « Finwë troisième » en quenya, ce qui fait référence à son appartenance à la ligne de succession au trône des Noldor, après son grand-père Finwë et son père Curufinwë ;
- Maitimo, son nom maternel, signifie « bien formé » en quenya, nom par lequel il avait l'habitude d'être appelé à cause de son charme et de son attrait ;
- Russandol, son epessë ou surnom, signifie « couronné de cuivre », en référence à sa chevelure. À la différence du reste de ses parents, Maedhros avait les cheveux de couleur cuivrée, héritage de son grand-père maternel, Mahtan ;
- sa haute taille lui valut le surnom de « Grand », dénomination confirmée à son tour par les exploits qu'il accomplit à Beleriand qui font de lui l'un des personnages cruciaux de la Quenta Silmarillion.

Il faut remarquer que le nom de Maedhros est en étroite relation avec celui de son frère Maglor, grâce à l'allitération en M commune à leurs deux noms.

## Généalogie

L'étoile de la maison de Fëanor

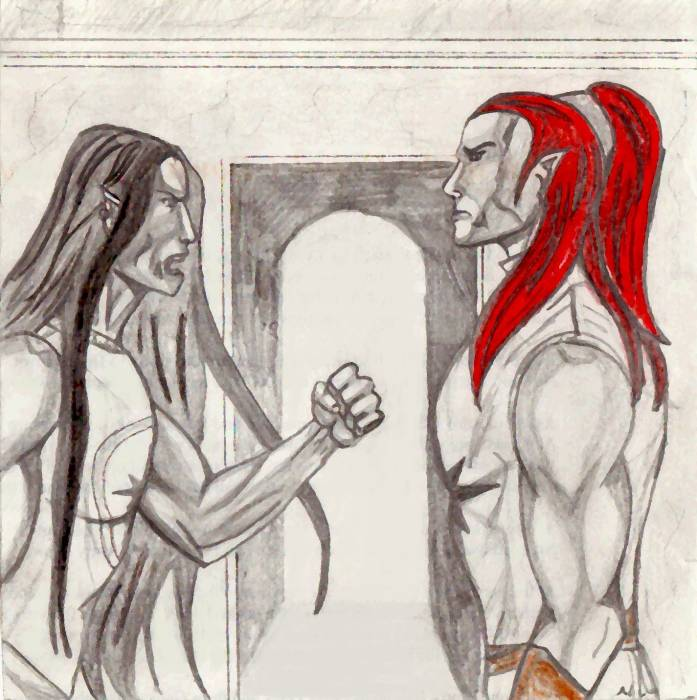
Une dispute à Tirion entre les jeunes frères Maedhros et Maglor, dessinée par Carmen Haberichter.

|          |          |          |          |          |          |  |  |        |        |        |        |        |        | Finwë | Finwë | Finwë    | Finwë    | Finwë    | Finwë    |          |          | Míriel | Míriel | Míriel    | Míriel    | Míriel    | Míriel    |           |           | Mahtan   | Mahtan   | Mahtan      | Mahtan   | Mahtan   | Mahtan   |         |         |  |  |       |       |       |       |       |       |  |  |       |       |       |       |       |       |  |  |  |  |  |  |  |  |  |  |  |  |  |  |  |  |  |  |  |  |  |  |  |  |  |  |  |  |
|          |          |          |          |          |          |  |  |        |        |        |        |        |        | Finwë | Finwë | Finwë    | Finwë    | Finwë    | Finwë    |          |          | Míriel | Míriel | Míriel    | Míriel    | Míriel    | Míriel    |           |           | Mahtan   | Mahtan   | Mahtan      | Mahtan   | Mahtan   | Mahtan   |         |         |  |  |       |       |       |       |       |       |  |  |       |       |       |       |       |       |  |  |  |  |  |  |  |  |  |  |  |  |  |  |  |  |  |  |  |  |  |  |  |  |  |  |  |  |
|          |          |          |          |          |          |  |  |        |        |        |        |        |        |       |       |          |          |          |          |          |          |        |        |           |           |           |           |           |           |          |          |             |          |          |          |         |         |  |  |       |       |       |       |       |       |  |  |       |       |       |       |       |       |  |  |  |  |  |  |  |  |  |  |  |  |  |  |  |  |  |  |  |  |  |  |  |  |  |  |  |  |
|          |          |          |          |          |          |  |  |        |        |        |        |        |        |       |       |          |          | Fëanor   | Fëanor   | Fëanor   | Fëanor   | Fëanor | Fëanor |           |           |           |           |           |           | Nerdanel | Nerdanel | Nerdanel    | Nerdanel | Nerdanel | Nerdanel |         |         |  |  |       |       |       |       |       |       |  |  |       |       |       |       |       |       |  |  |  |  |  |  |  |  |  |  |  |  |  |  |  |  |  |  |  |  |  |  |  |  |  |  |  |  |
|          |          |          |          |          |          |  |  |        |        |        |        |        |        |       |       |          |          | Fëanor   | Fëanor   | Fëanor   | Fëanor   | Fëanor | Fëanor |           |           |           |           |           |           | Nerdanel | Nerdanel | Nerdanel    | Nerdanel | Nerdanel | Nerdanel |         |         |  |  |       |       |       |       |       |       |  |  |       |       |       |       |       |       |  |  |  |  |  |  |  |  |  |  |  |  |  |  |  |  |  |  |  |  |  |  |  |  |  |  |  |  |
|          |          |          |          |          |          |  |  |        |        |        |        |        |        |       |       |          |          |          |          |          |          |        |        |           |           |           |           |           |           |          |          |             |          |          |          |         |         |  |  |       |       |       |       |       |       |  |  |       |       |       |       |       |       |  |  |  |  |  |  |  |  |  |  |  |  |  |  |  |  |  |  |  |  |  |  |  |  |  |  |  |  |
|          |          |          |          |          |          |  |  |        |        |        |        |        |        |       |       |          |          |          |          |          |          |        |        |           |           |           |           |           |           |          |          |             |          |          |          |         |         |  |  |       |       |       |       |       |       |  |  |       |       |       |       |       |       |  |  |  |  |  |  |  |  |  |  |  |  |  |  |  |  |  |  |  |  |  |  |  |  |  |  |  |  |
|          |          |          |          |          |          |  |  |        |        |        |        |        |        |       |       |          |          |          |          |          |          |        |        |           |           |           |           |           |           |          |          |             |          |          |          |         |         |  |  |       |       |       |       |       |       |  |  |       |       |       |       |       |       |  |  |  |  |  |  |  |  |  |  |  |  |  |  |  |  |  |  |  |  |  |  |  |  |  |  |  |  |
| Maedhros | Maedhros | Maedhros | Maedhros | Maedhros | Maedhros |  |  | Maglor | Maglor | Maglor | Maglor | Maglor | Maglor |       |       | Celegorm | Celegorm | Celegorm | Celegorm | Celegorm | Celegorm |        |        | Caranthir | Caranthir | Caranthir | Caranthir | Caranthir | Caranthir |          |          | Curufin     | Curufin  | Curufin  | Curufin  | Curufin | Curufin |  |  | Amrod | Amrod | Amrod | Amrod | Amrod | Amrod |  |  | Amras | Amras | Amras | Amras | Amras | Amras |  |  |  |  |  |  |  |  |  |  |  |  |  |  |  |  |  |  |  |  |  |  |  |  |  |  |  |  |
| Maedhros | Maedhros | Maedhros | Maedhros | Maedhros | Maedhros |  |  | Maglor | Maglor | Maglor | Maglor | Maglor | Maglor |       |       | Celegorm | Celegorm | Celegorm | Celegorm | Celegorm | Celegorm |        |        | Caranthir | Caranthir | Caranthir | Caranthir | Caranthir | Caranthir |          |          | Curufin     | Curufin  | Curufin  | Curufin  | Curufin | Curufin |  |  | Amrod | Amrod | Amrod | Amrod | Amrod | Amrod |  |  | Amras | Amras | Amras | Amras | Amras | Amras |  |  |  |  |  |  |  |  |  |  |  |  |  |  |  |  |  |  |  |  |  |  |  |  |  |  |  |  |
|          |          |          |          |          |          |  |  |        |        |        |        |        |        |       |       |          |          |          |          |          |          |        |        |           |           |           |           |           |           |          |          | Celebrimbor |          |          |          |         |         |  |  |       |       |       |       |       |       |  |  |       |       |       |       |       |       |  |  |  |  |  |  |  |  |  |  |  |  |  |  |  |  |  |  |  |  |  |  |  |  |  |  |  |  |

## Histoire

### Années des Arbres
L'enfance et la jeunesse de Maedhros sont presque entièrement inconnues. Fils de Fëanor et Nerdanel, il naît à Tirion au cours des Années des Arbres. Il est l'aîné des sept fils de Fëanor et, avec son père, il parcourt et explore le Valinor. À cette époque, Maedhros se lie d'amitié avec Fingon, fils de Fingolfin, malgré la méfiance de son père pour la famille de son demi-frère.
Avec ses frères et le reste de sa maison, il accompagne son père à Formenos lorsque celui-ci est exilé de Tirion pour douze ans. Ils sont invités au Taniquetil pour les fêtes en l'honneur d'Ilúvatar, pour les périodes de floraison et les saisons créées par Yavanna, mais seul Fëanor s'y rend. Melkor et Ungoliant profitent des festivités pour se faufiler et détruire les Arbres du Valinor, Telperion et Laurelin, plongeant ainsi Aman dans l'obscurité. Durant le conseil organisé à la recherche de solutions pour ce mal, Maedhros et ses frères se présentent, apportant les nouvelles de l'assassinat de Finwë et du vol des Silmarils par Melkor. Peu après, Fëanor et ses fils jurent de se venger, de récupérer les Silmarils et de ne permettre à personne de les posséder hormis eux-mêmes.
Pendant leur fuite d'Aman, les Noldor demandent aux Teleri de leur prêter des navires pour se rendre en Terre du Milieu. Devant leur refus, une partie des Noldor, conduits par la maison de Fëanor, les attaquent et s'emparent de force de leurs navires lors du Massacre d'Alqualondë. Fëanor et les siens traversent la mer avec ces bateaux, après quoi Maedhros demande à son père comment organiser le transport du reste des Noldor ; en réalité, Fëanor n'a aucune intention de faire traverser les fidèles de son frère Fingolfin, et il ordonne que les navires soient brûlés, ce qui attriste Maedhros qui ne trahit pourtant pas son père.

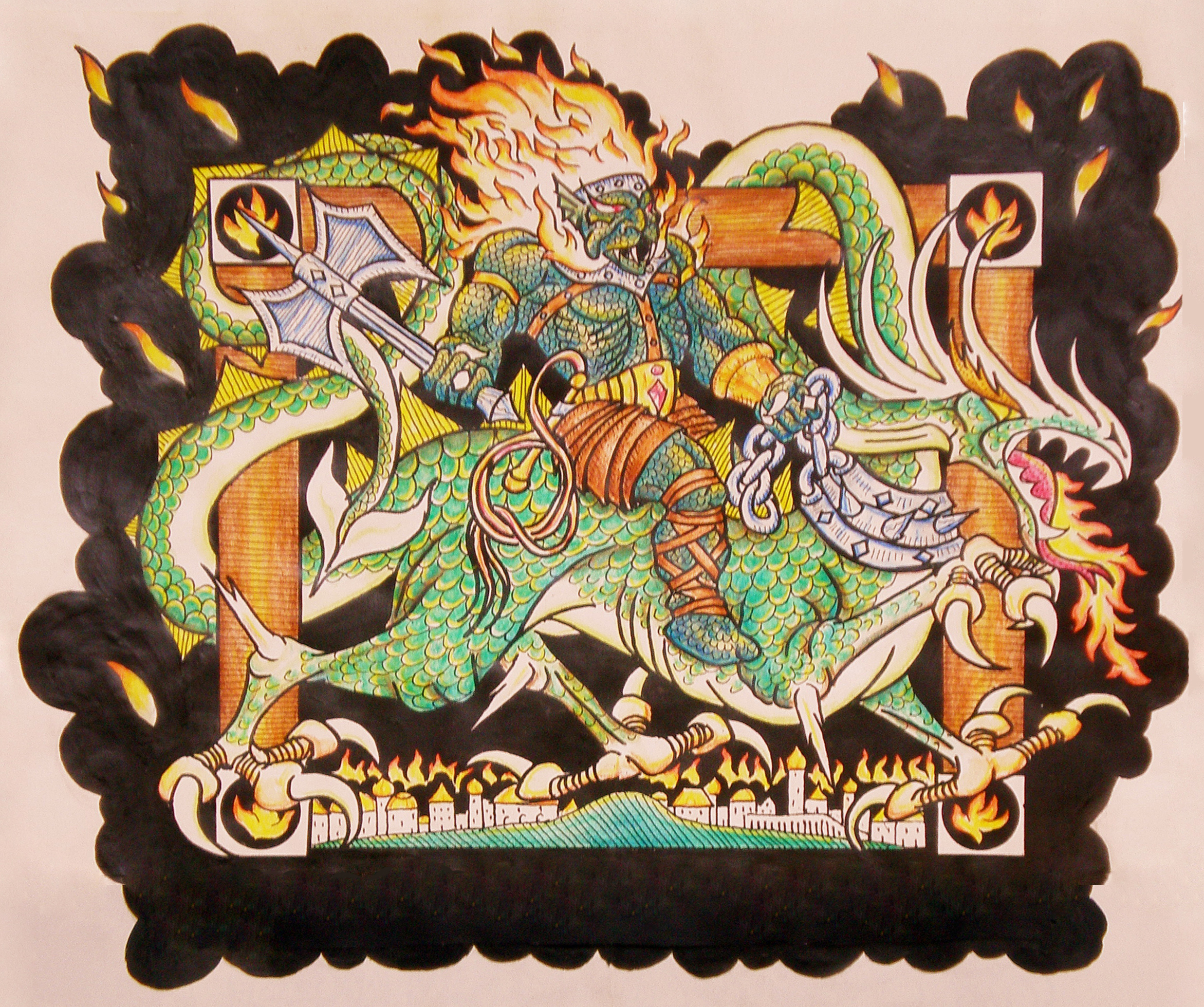
Gothmog, seigneur des Balrogs.

Peu après son arrivée, la maison de Fëanor est attaquée par les forces de Morgoth dans ce qui devient la Deuxième Bataille des guerres du Beleriand, la Dagor-nuin-Giliath ou « Bataille sous les Étoiles ». Les armées de Morgoth sont mises en déroute mais Fëanor, aveuglé par la colère, poursuit les survivants jusqu'en vue d'Angband, où il est mortellement blessé par Gothmog, seigneur des Balrogs. Après sa mort, Maedhros, en tant qu'aîné, assume le commandement de sa lignée.

### Premier Âge
Sachant qu'ils souffrent de leur défaite, Morgoth envoie des émissaires à Maedhros et à ses frères pour organiser une rencontre dans laquelle il demande la paix et offre un Silmaril comme tribut. Maedhros, méfiant, se prépare à un piège, à juste titre : Morgoth envoie comme ambassade une force bien plus importante que ce que Maedhros avait prévu, avec laquelle il annihile la délégation noldorine et capture Maedhros. Morgoth essaie de faire chanter les fils de Fëanor, leur demandant d'abandonner le Beleriand en échange de la vie de leur frère ; ceux-ci, sachant que sa parole ne vaut rien, refusent son offre et fortifient la région d'Hithlum. En guise de représailles, Maedhros est accroché par le poignet de sa main droite en haut d'un précipice sur le Thangorodrim.
Maedhros souffre le martyre pendant plusieurs années, enchaîné par le poignet. Pendant ce temps, les Noldor abandonnés à Aman parviennent à atteindre le Beleriand par l'Helcaraxë et s'installent à proximité des Fëanoriens en Hithlum. Fingon, conscient de la méfiance et des tensions existantes entre les deux maisons, décide d'aller au secours de Maedhros, son ami d'enfance. Il le retrouve, mais ne peut accéder à lui, et Maedhros le supplie de mettre un terme à ses tourments en le tuant d'une flèche. Alors que Fingon se prépare à obéir à cette supplique, Manwë lui envoie Thorondor, le seigneur des Aigles, qui le transporte jusqu'au rocher où Maedhros est enchaîné. Là, il ne peut briser l'anneau d'acier qui lui emprisonnait la main, et se voit contraint de trancher le bras de Maedhros en dessous du poignet. Avec l'aide de Thorondor, les deux Noldor rentrent en Hithlum. Reconnaissant, Maedhros demande le pardon pour les fautes des siens et renonce à ses droits sur le trône des Noldor en faveur de son oncle Fingolfin, pour tenter d'apaiser la haine entre les deux maisons.
Ses frères ne sont pas satisfaits de la décision prise et Maedhros, afin d'éviter de nouveaux affrontements, part avec les siens au nord-est du Beleriand, sur les terres proches de la colline d'Himring. Sur cette marche, les Fëanoriens surveillent de plus près les agissements de Morgoth.
En l'an 60 du Premier Âge, Morgoth décide de lancer une attaque contre les Eldar pour mesurer leurs forces, essayant de les prendre au dépourvu. Cependant, Fingolfin et Maedhros tiennent des troupes prêtes, et les hordes d'orques sont anéanties. C'est la Troisième Bataille des Guerres du Beleriand, la Dagor Aglareb ou « Bataille Glorieuse », après laquelle les Noldor renforcent leur alliance et commencent le Siège d'Angband, qui dure près de 400 ans.
Bien qu'il soit assiégé, Morgoth ne reste pas oisif et prépare sa prochaine attaque avec soin. En 455 P. A., Morgoth lance ses armées d'orques, de Balrogs et de Dragons dans la Quatrième Bataille des Guerres du Beleriand, la Dagor Bragollach ou « La Bataille de la Flamme Subite ». Le Siège est rompu et de nombreux royaumes des Eldar sont détruits ou dispersés. Malgré cela, la forteresse d'Himring ne succombe pas, grâce à la vaillance de Maedhros et à son adresse à l'épée. Il ferme de nouveau la Passe d'Aglon et réunit une partie des survivants du Beleriand oriental et de Dorthonion, mais à l'exception de Maglor, qui se présente devant lui, les autres fils de Fëanor sont vaincus et obligés de fuir vers le sud.
Après l'exploit de Beren et Lúthien, Maedhros comprend que Morgoth n'est pas invincible à condition qu'un front commun soit établi. Il réunit ses frères et organise une alliance d'Elfes, d'Hommes et de Nains connue comme l'Union de Maedhros, à laquelle seuls Doriath et Nargothrond refusent de participer. En peu de temps, ils récupèrent les territoires septentrionaux perdus et libèrent même le Dorthonion ; mais l'attaque est précipitée et alerte Morgoth, qui réussit à infiltrer ses espions et à convertir à sa cause une partie des Hommes de l'Union. Ainsi, en l'an 472 du Premier Âge, quand est lancée l'attaque principale contre Angband, la trahison des Hommes d'Ulfang cause la destruction de pratiquement la totalité des forces de l'Union : il s'agit de la Cinquième Bataille des Guerres du Beleriand, appelée Nírnaeth Arnoediad ou « Bataille des Larmes Innombrables ». Tous les fils de Fëanor sont blessés dans cette bataille, ce qui les oblige à battre en retraite au mont Dolmed pour sauver leur vie.
Pendant quelques années, les fils de Fëanor vivent dans les bois d'Ossiriand, en compagnie des Nandor, ayant perdu tout espoir d'affronter de nouveau Morgoth. Ils ne reprennent l'initiative qu'en apprenant que le Silmaril récupéré par Beren et Lúthien est aux mains de leur fils Dior Eluchíl, roi de Doriath. Maedhros contient la colère de ses frères et ils envoient des messagers exigeant la restitution du joyau, mais Dior refuse. Durant l'hiver 506-507, les fils de Fëanor attaquent Doriath, perpétrant le second Massacre Fratricide, mais le Silmaril leur échappe : Elwing, la fille de Dior, parvient à fuir jusqu'aux bouches du Sirion avec une partie de son peuple. Les pertes sont importantes des deux côtés : Dior et son épouse Nimloth sont tués, de même que Celegorm, Curufin et Caranthir parmi les fils de Fëanor. Les deux jeunes fils de Dior, Eluréd et Elurín, sont capturés par des serviteurs de Celegorm et abandonnés dans les bois pour y mourir de faim ; en apprenant cela, Maedhros ordonne qu'on les recherche, sans succès.
Quelques années après, les fils de Fëanor ont vent de la fuite d'Elwing avec le Silmaril et de son installation à l'embouchure du Sirion en compagnie des exilés de Doriath et de Gondolin. Maedhros, qui garde en mémoire le massacre de Doriath, tâche d'oublier le Silmaril, mais leur serment tourmente les fils de Fëanor, et ils finissent par envoyer aux Ports du Sirion des messagers amicaux exigeant la restitution du Simaril. Elwing et son peuple s'y refusent, devant quoi la maison de Fëanor les attaque en 532 P.A. Durant ce troisième Massacre Fratricide, de nombreux elfes périssent dans les deux camps, une partie de la maison de Fëanor se rebellant même contre ses seigneurs devant les atrocités commises au nom du serment. Malgré la perte de leurs frères Amrod et Amras, Maedhros et Maglor sont finalement victorieux, mais encore une fois, n'obtiennent pas le joyau, car Elwing se jette avec lui dans la mer. Ulmo la sauve de la mort et elle rejoint Eärendil, son mari, à qui elle remet le Silmaril. Ses fils, Elrond et Elros, sont capturés mais, à la différence de ce qui s'est produit à Doriath, Maedhros et Maglor refusent qu'ils souffrent aucun mal.
En 587 P.A., après la Guerre de la Colère, dans laquelle les forces du Valinor terrassent Morgoth, Maedhros et Maglor se présentent devant Eönwë, exigeant que les deux Silmarils, récupérés sur la couronne de l'Ennemi, leur soient dévolus. Le Maia le leur refuse, alléguant qu'après tant d'actes odieux, ils ne méritent plus de posséder les joyaux, et les convoque pour un jugement devant Manwë. Maglor désire obéir à l'ordre d'Eönwë, mais Maedhros refuse et achève de convaincre son frère d'essayer de dérober les Silmarils. Ainsi, les frères s'introduisent nuitamment dans le campement de l'armée des Valar et assassinent les gardiens qui surveillent les Silmarils, mais ils sont découverts et sur le point d'être tués. Eönwë empêche leur mort et ordonne qu'on les laisse aller. Les deux frères se séparent, portant chacun un Silmaril ; cependant, ils comprennent vite qu'ils sont réellement indignes de posséder les joyaux, qui leur brûlent les mains : Maglor lance le Silmaril à la mer et Maedhros, incapable de supporter la douleur et la culpabilité, se jette avec l'autre Silmaril dans un volcan.

## Création et évolution

### Étymologie
L'orthographe du nom de Maedhros fut très fluctuante : on trouve ainsi Maidros, Maidhros, Maiðros, Maedros ou Maiðros dans les brouillons de Tolkien. Un texte tardif, dans lequel Tolkien s'interroge sur le sens de la racine -ros, le voit envisager de rebaptiser le personnage Maedron.
Le nom de Maidros était à l'origine celui du grand-père de Fëanor : le Conte perdu du « Vol de Melko et l'Assombrissement de Valinor » appelle le père de Fëanor Bruithwir go-Maidros, soit « Bruithwir, fils de Maidros ». Toutefois, le nom passe rapidement au fils de Fëanor, qui apparaît dans les brouillons du « Conte de Gilfanon ».
Dans les années 1930, Tolkien produisit des traductions en vieil anglais inachevées de la Quenta et des annales qu'il rédigeait à l'époque. Des listes de noms sont associées à ces traductions, dans lesquelles Maedhros a pour nom Dægred Winsterhand. Christopher Tolkien explique que Winsterhand « gaucher » est bien sûr une référence à la perte de sa main droite, mais ne parvient pas à trouver d'explication pour Dægred « point du jour, aube », sauf à envisager que Tolkien ait déjà imaginé que Maedhros eût des cheveux roux, un détail qui n'apparaît nulle part avant le texte très tardif (ap. 1968) The Shibboleth of Fëanor.
Dans Les Étymologies (dictionnaire compilé dans la seconde moitié des années 1930), Tolkien glose Maidros par « pâle éclat ». Il change cette étymologie dans The Shibboleth of Fëanor au profit d'une autre qui se base sur les noms quenyarins du personnage (également introduits dans ce texte) : Maedros y est expliqué comme étant repris pour moitié de son nom maternel (maed « bien fait, élégant », est de même origine que le mait- de Maitimo) et pour moitié de son epessë (ros correspondant au russ- « roux » de Russandol), ayant donc pour signification approximative « élégant roux ».

### Changements du personnage
Au fil des années, Tolkien révisa une grande partie de ses textes, donnant lieu à différentes versions des mêmes faits, jusqu'à parvenir à une version définitive.
Maedhros reçut le Heaume du Dragon de Dor-lómin des mains du seigneur des nains de Belegost, Azaghâl, en remerciement pour avoir sauvé sa vie dans une embuscade et comme preuve de l'alliance. Quelque temps après Maedhros offrit le heaume à Fingon, en signe d'amitié. Dans les brouillons précédents, ce n'était pas le Heaume qu'il offrait à Fingon mais l'Elessar, la « Pierre des Elfes », que Maedhros aurait reçue de son père mourant. L'Elessar connaîtra finalement une voie de transmission totalement différente.
La destinée des Silmarils connut divers changements au cours des différents brouillons :
- dans L'Esquisse de la Mythologie, le Silmaril de Beren est jeté à la mer et perdu. Maglor déroba un des deux autres et, après avoir compris qu'il n'est pas digne de le posséder, se jette avec lui dans un puits ardent. Les dieux adjugent le dernier Silmaril à Eärendil ;
- dans la première version de la Quenta, le Silmaril de Beren subit le même destin que dans la version antérieure. Maglor convainc Maedhros pour que, ensemble, ils dérobent les Silmarils. Celui-ci est capturé et, après avoir compris qu'il n'avait plus aucun droit sur le joyau, le posa sur le sol et se suicide, le Silmaril étant remis ensuite à Eärendil. Maglor lance son Silmaril dans un puits ardent et erre ensuite sur les rivages ;
- dans la deuxième version de la Quenta, le Silmaril de Beren est récupéré par Elwing et porté depuis ce temps par Eärendil sur Vingilot. Maedhros convainc Maglor de voler les deux Silmarils restants mais, après cela, ils se rendent compte qu'ils ne sont plus dignes de posséder les joyaux. Maedhros se jette avec le Silmaril dans un puits ardent alors que Maglor lance son Silmaril dans la mer et erre sur les côtes.

Dans Le Silmarillion, Maglor s'apitoie sur le sort des deux fils d'Elwing, Elrond et Elros, après la bataille de l'embouchure du Sirion ; dans les textes antérieurs à la Quenta, c'est Maedhros qui fait preuve de pitié et sauve Elrond (le personnage d'Elros n'apparaît que plus tard).

## Critique et analyse
Maedhros enchaîné sur le Thangorodrim a été rapproché de Prométhée, personnage de la mythologie grecque enchaîné par Zeus sur le mont Olympe et condamné à avoir chaque jour le foie dévoré par un aigle,. La chute de Maedhros et du Silmaril dans une faille de lave est rapprochée de  la chute de Gollum et de l'Anneau unique dans les Sammath Naur.

## Adaptations
Les récits dans lesquels Maedhros apparaît n'ont pas fait l'objet d'adaptations cinématographiques ou radiophoniques ; néanmoins, il a inspiré les dessinateurs, comme Catherine Karina Chmiel, Jenny Dolfen ou Ted Nasmith.